# 로베르토 힐버트
로베르토 얀 힐버트(Roberto Jan Hilbert, 1984년 10월 16일 ~ )는 독일의 전 축구 선수이다. 현역 시절 포지션은 라이트 백이었다.

## 선수 경력

### 1. SC 페흐트
그는 유년시절을 SpVgg 얀 포르히하임과 1. FC 뉘른베르크, 그로이터 퓌르트에서 보냈다. 그리고 2002년, 그는 독일 4부리그의 1. SC 페흐트에 입단하였다. 여기서 그는 프로에 데뷔하였고, 팀의 핵심적인 선수가 되었다. SC 페흐트는 다음 시즌에 3부리그로 승격하였고, 그는 26경기에서 10골을 기록하였다. 이 활약으로 그는 2004년에 2. 분데스리가의 그로이터 퓌르트에 입단하였다. 2005-06 시즌 그는 34경기에서 3골을 넣었다.

### VfB 슈투트가르트
2006년 여름이적시장에서 그는 분데스리가의 슈투트가르트로 이적하였다. 슈투트가르트로 이적한 첫 시즌에 그는 분데스리가에서 우승하는 기쁨을 만끽하였다. 그는 주로 오른쪽 미드필더로 뛰었지만 가끔 라이트백으로 나오기도 하였다. 하지만 2007년, 우승의 마지막 고비에서 마리오 고메스가 부상을 당해 그는 공격수로 출전해 중요한 득점을 기록하였다. 그는 자신의 팀 동료인 토마스 히츨슈페르거와 함께 7골로 팀내 득점 3위로 시즌을 마쳤다.

### 베식타스 JK
2010년 6월 22일 , 그는 베식타스 JK와 3년계약을 맺으며 이적하였다. 2010년 8월 17일, 그는 UEFA 유로파리그 HJK 헬싱키와의 경기에서 베식타스 데뷔골을 기록하였다.

### 바이엘 04 레버쿠젠
2013년 7월 12일, 레버쿠젠은 자유계약으로 힐버트를 영입하였다고 발표하였다.

## 국가대표 경력
그는 독일 U-21 대표팀에서 12경기를 뛰었으며, 2007년 3월 28일, 덴마크와의 친선경기에서 A매치에 데뷔하였다.